# 著作郎
著作郎是中國古代官名。 
三國魏明帝於太和中始置著作郎一職官，屬中書省，負責撰述國史。下設有著作佐郎、校書郎、正字等。晉朝改屬秘書省，改名稱叫大著作郎。南朝後期爲貴族子弟初任之官職。魏晋及南北朝多以著作郎兼修《起居注》，北魏始置“起居令史”專修《起居注》。唐代亦設有著作郎，仍屬秘書省，高宗龙朔年间秘书省改稱司文局，不久著作郎又改称司文郎中，咸亨元年（670年）十二月，皆復舊稱。著作郎在唐朝主要工作是創作碑誌、祝文、祭文，當時善撰文者被稱為“大手笔”。其中张说和苏颋在當时更称“燕许大手笔”。北宋元豐三年，因元丰改制，改為寄禄官，徒有頭衔而无职事，時人稱大著。明朝以後废除。